# 平泉清真寺
平泉清真寺，位于中国河北省承德市平泉镇，为承德市平泉县的一个省级文物保护单位，类型为古建筑，公布时间为2001年2月7日。
平泉清真寺的历史年代为清代。